# 71482 Дженамарі
71482 Дженамарі (71482 Jennamarie) — астероїд головного поясу, відкритий 28 січня 2000 року.
Тіссеранів параметр щодо Юпітера — 3,152.